# Aeropuerto de Colonia/Bonn

Mapa del Aeropuerto

El Aeropuerto de Colonia/Bonn "Konrad Adenauer" (Flughafen Köln/Bonn, IATA: CGN, OACI: EDDK) es un aeropuerto internacional que atiende a las ciudades de Colonia y Bonn, y en general, a la Región Colonia/Bonn, al oeste de Alemania. Está localizado en el distrito urbano (Stadtbezirk) de Porz, junto a la reserva natural de Wahner Heide, a 12 km al sudeste del centro de Colonia y 16 km al noreste de Bonn. Es el sexto mayor aeropuerto de Alemania y uno de los pocos de ese país que funciona las 24 horas del día. En términos de tráfico de carga es el segundo en tamaño. En 2017 el número de pasajeros servidos llegó a 12,3 millones.
Recibe el nombre de Konrad Adenauer, primer Canciller de la nueva República Federal Alemana (RFA) o Alemania Occidental entre 1949 y 1963 por la CDU.

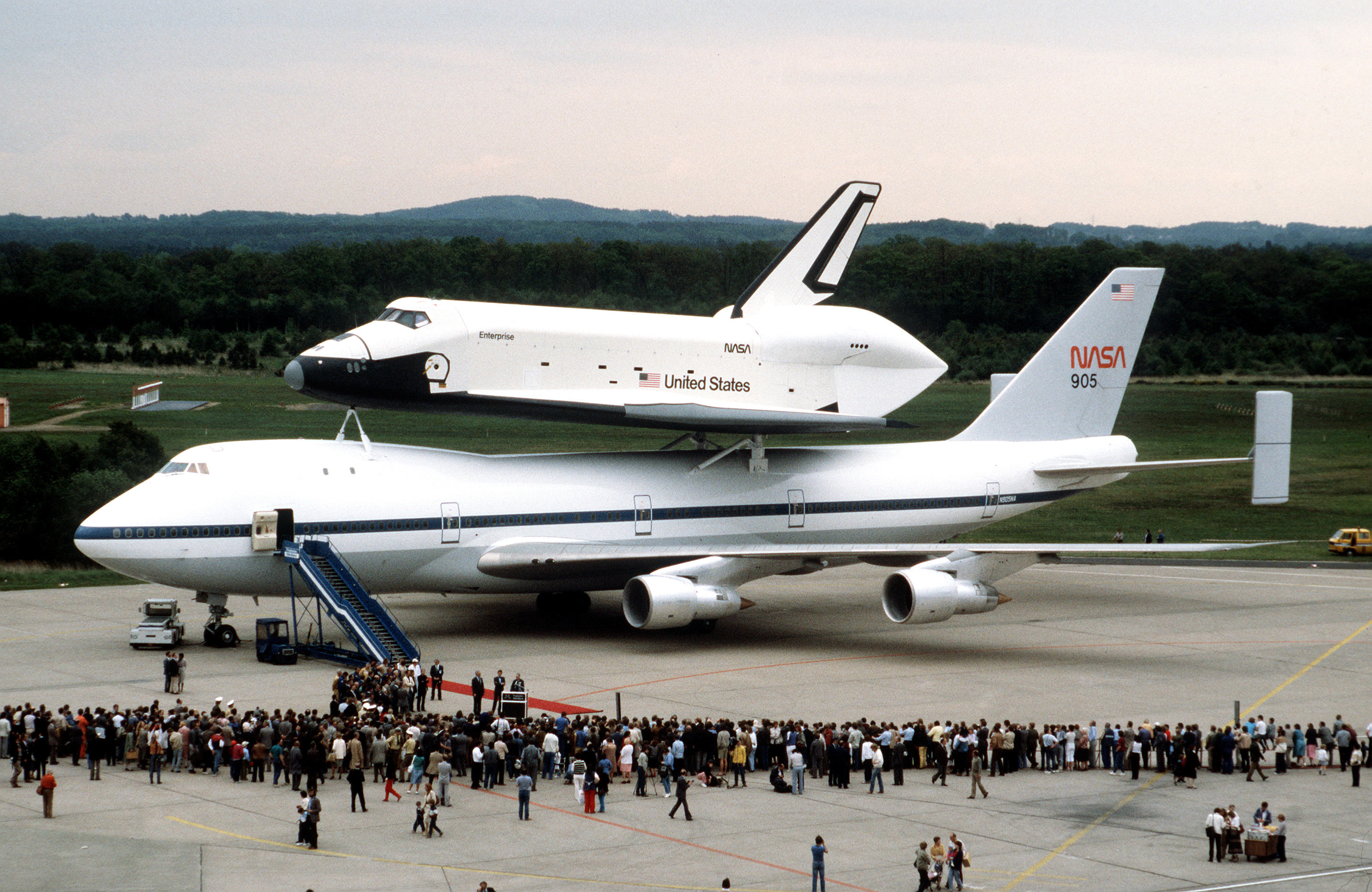
Shace Shuttle Enterise, mayo de 1983

## Historia
En 1913 la primera aeronave despegó del área de entrenamiento de Wahner Heide en un vuelo de reconocimiento de artillería. En 1939 un aeródromo fue construido para la Luftwaffe.
Luego de la Segunda Guerra Mundial, los militares británicos tomaron el control y expandieron el aeropuerto. Una pista de 1866 m fue construida en este período. En 1951 el aeropuerto fue abierto al tráfico aéreo de personas. 
Durante las décadas de 1950 y 1960, otras dos pistas y una nueva terminal fueron construidas. El 1 de noviembre de 1970 un Boeing 747 despegó hacia Nueva York por primera vez. 
En 1986 el Aeropuerto Internacional de Colonia/Bonn fue elegido por UPS como la ubicación de su centro de conexión en Europa.
A fines de la década de 1990, el aeropuerto inició un programa de expansión. Se construyeron nuevos estacionamientos y una segunda terminal y en 2004 se inauguró una nueva estación de ferrocarril para el nuevo tramo del InterCityExpress de alta velocidad Colonia-Fráncfort. 
Entre otras varias conexiones en 2006, se agregó un vuelo transatlántico diario al Aeropuerto Internacional Libertad de Newark de Nueva Jersey operado por Continental Airlines y eliminado en septiembre de 2008.

## Aerolíneas de bajo costo
El Aeropuerto de Colonia/Bonn (CGN) se ha consolidado como un importante centro para las aerolíneas de bajo costo en Alemania, lo que ha contribuido significativamente al aumento de su tráfico de pasajeros a lo largo de los años. Estas aerolíneas ofrecen una amplia gama de destinos, principalmente dentro de Europa, haciendo del aeropuerto una opción atractiva para viajeros con presupuesto limitado.
Las principales aerolíneas de bajo costo que operan desde el Aeropuerto de Colonia/Bonn incluyen:
- Eurowings: Es la aerolínea con mayor presencia en CGN, ofreciendo vuelos a numerosos destinos europeos.
- Ryanair: Una de las aerolíneas de bajo costo más grandes de Europa, con una extensa red de rutas desde Colonia/Bonn.
- Corendon Airlines: Opera vuelos a destinos vacacionales, especialmente en Turquía y el Mediterráneo.
- Pegasus Airlines: Ofrece conexiones a Turquía y más allá.
- SunExpress: Especializada en vuelos entre Alemania y Turquía.
- Jet2.com: Conecta Colonia/Bonn con destinos en el Reino Unido.
- Air Arabia: Vuelos a destinos en Oriente Medio y África del Norte.
- AJet: Vuelos a destinos en Turquía.

## Transbordador espacial
El aeropuerto era uno de los sitios de aterrizaje de emergencia alternativos de la NASA.

## Aerolíneas y destinos

### Destinos nacionales
| Ciudades | Aeropuerto                                             | Aerolíneas            |
| Alemania | Alemania                                               | Alemania              |
| -------- | ------------------------------------------------------ | --------------------- |
| Baviera  |                                                        |                       |
| Múnich   | Aeropuerto Internacional de Múnich-Franz Josef Strauss | Eurowings / Lufthansa |
| Berlín   |                                                        |                       |
| Berlín   | Aeropuerto de Berlín-Brandeburgo Willy Brandt          | Eurowings             |
| Hamburgo |                                                        |                       |
| Hamburgo | Aeropuerto de Hamburgo                                 | Eurowings             |

### Destinos internacionales
| Ciudades por países  | Nombre del aeropuerto                                   | Aerolíneas                                                                                                  |
| África               | África                                                  | África |
| -------------------- | ------------------------------------------------------- | --- |
| Egipto               |                                                         | |
| El Cairo             | Aeropuerto Internacional de El Cairo                    | Air Cairo / Nile Air                                                                                        |
| Hurgada              | Aeropuerto Internacional de Hurghada                    | Air Cairo / Corendon Airlines (estacional) / Eurowings (estacional)                                         |
| Marsa Alam           | Aeropuerto Internacional de Marsa Alam                  | Air Cairo / Eurowings (estacional) (Inicia el 31 de octubre de 2025)                                        |
| Marruecos            |                                                         | |
| Agadir               | Aeropuerto de Agadir-Al Massira                         | Ryanair (estacional)                                                                                        |
| Marrakech            | Aeropuerto de Marrakech-Menara                          | Ryanair |
| Nador                | Aeropuerto Internacional de Nador                       | Air Arabia / Eurowings (estacional)                                                                         |
| Tánger               | Aeropuerto de Tánger-Ibn Battuta                        | Air Arabia / Eurowings (estacional)                                                                         |
| Túnez                |                                                         | |
| Monastir             | Aeropuerto Internacional de Monastir-Habib Burguiba     | Eurowings (estacional)                                                                                      |
| Túnez                | Aeropuerto Internacional de Túnez-Cartago               | Eurowings                                                                                                   |
| Asia                 |                                                         | |
| Arabia Saudita       |                                                         | |
| Yeda                 | Aeropuerto Internacional Rey Abdulaziz                  | Eurowings                                                                                                   |
| Armenia              |                                                         | |
| Ereván               | Aeropuerto Internacional de Zvartnots                   | Eurowings (estacional)                                                                                      |
| EAU                  |                                                         | |
| Dubái                | Aeropuerto Internacional de Dubái-Al Maktoum            | Eurowings                                                                                                   |
| Irak                 |                                                         | |
| Erbil                | Aeropuerto Internacional de Erbil                       | Eurowings (estacional) / UR Airlines                                                                        |
| Turquía              |                                                         | |
| Adana                | Aeropuerto Internacional de Çukurova                    | Pegasus Airlines (estacional)                                                                               |
| Ankara               | Aeropuerto Internacional Esenboğa                       | AJet / Pegasus Airlines / SunExpress                                                                        |
| Antalya              | Aeropuerto de Antalya                                   | Corendon Airlines (estacional) / Eurowings (estacional) / Freebird Airlines / Pegasus Airlines / SunExpress |
| Bodrum               | Aeropuerto de Milas-Bodrum                              | Pegasus Airlines (estacional) / SunExpress (estacional)                                                     |
| Dalaman              | Aeropuerto de Dalaman                                   | SunExpress (estacional)                                                                                     |
| Elazığ               | Aeropuerto de Elazığ                                    | Pegasus Airlines                                                                                            |
| Esmirna              | Aeropuerto de Esmirna-Adnan Menderes                    | Eurowings (estacional) / Pegasus Airlines / SunExpress                                                      |
| Estambul             | Aeropuerto de Estambul                                  | Turkish Airlines                                                                                            |
| Estambul             | Aeropuerto Internacional Sabiha Gökçen                  | AJet / Pegasus Airlines                                                                                     |
| Gaziantep            | Aeropuerto de Gaziantep                                 | Pegasus Airlines                                                                                            |
| Kayseri              | Aeropuerto de Kayseri                                   | Eurowings (estacional) / Pegasus Airlines / SunExpress (estacional)                                         |
| Samsun               | Aeropuerto de Samsun                                    | SunExpress (estacional)                                                                                     |
| Europa               |                                                         | |
| Albania              |                                                         | |
| Tirana               | Aeropuerto Internacional Madre Teresa                   | Eurowings (estacional)                                                                                      |
| Austria              |                                                         | |
| Klagenfurt           | Aeropuerto de Klagenfurt                                | Eurowings (estacional)                                                                                      |
| Viena                | Aeropuerto de Viena-Schwechat                           | Austrian Airlines / Eurowings / Ryanair                                                                     |
| Bosnia y Herzegovina |                                                         | |
| Sarajevo             | Aeropuerto Internacional de Sarajevo                    | Eurowings                                                                                                   |
| Bulgaria             |                                                         | |
| Burgas               | Aeropuerto de Burgas                                    | Eurowings (estacional)                                                                                      |
| Sofía                | Aeropuerto de Sofía                                     | Ryanair |
| Varna                | Aeropuerto de Varna                                     | Eurowings (estacional)                                                                                      |
| Chipre               |                                                         | |
| Lárnaca              | Aeropuerto Internacional de Lárnaca                     | Eurowings (estacional)                                                                                      |
| Pafos                | Aeropuerto Internacional de Pafos                       | Ryanair |
| Croacia              |                                                         | |
| Dubrovnik            | Aeropuerto de Dubrovnik                                 | Eurowings (estacional)                                                                                      |
| Pula                 | Aeropuerto de Pula                                      | Eurowings (estacional)                                                                                      |
| Rijeka               | Aeropuerto de Rijeka                                    | Eurowings (estacional)                                                                                      |
| Split                | Aeropuerto de Split                                     | Eurowings (estacional)                                                                                      |
| Zadar                | Aeropuerto de Zadar                                     | Eurowings (estacional) / Ryanair (estacional)                                                               |
| Zagreb               | Aeropuerto de Zagreb-Franjo Tuđman                      | Eurowings                                                                                                   |
| Dinamarca            |                                                         | |
| Copenhague           | Aeropuerto de Copenhague-Kastrup                        | Ryanair |
| España               |                                                         | |
| Alicante             | Aeropuerto de Alicante-Elche Miguel Hernández           | Eurowings (estacional) / Ryanair                                                                            |
| Barcelona            | Aeropuerto Josep Tarradellas Barcelona-El Prat          | Eurowings (estacional)                                                                                      |
| Fuerteventura        | Aeropuerto de Fuerteventura                             | Corendon Airlines (estacional) / Eurowings / Marabu (estacional) / Ryanair                                  |
| Gran Canaria         | Aeropuerto de Gran Canaria                              | Corendon Airlines (estacional) / Eurowings / Ryanair                                                        |
| Ibiza                | Aeropuerto de Ibiza                                     | Eurowings (estacional)                                                                                      |
| Lanzarote            | Aeropuerto César Manrique-Lanzarote                     | Eurowings (estacional) / Ryanair                                                                            |
| Málaga               | Aeropuerto de Málaga-Costa del Sol                      | Eurowings / Ryanair                                                                                         |
| Menorca              | Aeropuerto de Menorca                                   | Eurowings (estacional)                                                                                      |
| Palma de Mallorca    | Aeropuerto de Palma de Mallorca                         | Eurowings / Marabu (estacional) / Ryanair                                                                   |
| Sevilla              | Aeropuerto de Sevilla                                   | Ryanair |
| Tenerife             | Aeropuerto de Tenerife Sur                              | Corendon Airlines (estacional) / Eurowings / Marabu (estacional) / Ryanair                                  |
| Valencia             | Aeropuerto de Valencia                                  | Eurowings (estacional) / Ryanair                                                                            |
| Francia              |                                                         | |
| Bastia               | Aeropuerto de Bastia-Poretta                            | Eurowings (estacional)                                                                                      |
| Niza                 | Aeropuerto Internacional de Niza-Costa Azul             | Eurowings (estacional)                                                                                      |
| Grecia               |                                                         | |
| Atenas               | Aeropuerto Internacional Eleftherios Venizelos          | Aegean Airlines / Eurowings (estacional) / Ryanair (estacional)                                             |
| Corfú                | Aeropuerto Internacional de Corfú-Ioannis Kapodistrias  | Eurowings (estacional) / Ryanair (estacional)                                                               |
| Cos                  | Aeropuerto Internacional de Kos-Hipócrates              | Eurowings (estacional)                                                                                      |
| Heraclión            | Aeropuerto Internacional de Heraclión Nikos Kazantzakis | Corendon Airlines (estacional) / Eurowings (estacional)                                                     |
| Kavala               | Aeropuerto de Kavala                                    | Eurowings (estacional)                                                                                      |
| Rodas                | Aeropuerto Internacional de Rodas-Diágoras              | Corendon Airlines (estacional) / Eurowings (estacional)                                                     |
| Salónica             | Aeropuerto Internacional Macedonia                      | Aegean Airlines (estacional) / Eurowings (estacional)                                                       |
| Santorini            | Aeropuerto Nacional de Santorini (Thira)                | Eurowings (estacional)                                                                                      |
| Hungría              |                                                         | |
| Budapest             | Aeropuerto de Budapest-Ferenc Liszt                     | Eurowings (estacional)                                                                                      |
| Irlanda              |                                                         | |
| Dublín               | Aeropuerto de Dublín                                    | Ryanair |
| Knock                | Aeropuerto de Knock                                     | Ryanair (estacional)                                                                                        |
| Italia               |                                                         | |
| Bari                 | Aeropuerto de Bari-Palese                               | Eurowings (estacional)                                                                                      |
| Bérgamo              | Aeropuerto de Bérgamo-Orio al Serio                     | Ryanair |
| Bolonia              | Aeropuerto de Bolonia                                   | Eurowings (estacional) / Ryanair                                                                            |
| Bríndisi             | Aeropuerto de Bríndisi                                  | Eurowings (estacional)                                                                                      |
| Catania              | Aeropuerto de Catania-Fontanarossa                      | Eurowings (estacional)                                                                                      |
| Lamezia Terme        | Aeropuerto Internacional de Lamezia Terme               | Eurowings (estacional)                                                                                      |
| Milán                | Aeropuerto de Milán-Malpensa                            | Eurowings                                                                                                   |
| Nápoles              | Aeropuerto de Nápoles-Capodichino                       | Eurowings (estacional)                                                                                      |
| Roma                 | Aeropuerto de Roma-Fiumicino                            | Eurowings (estacional) / Ryanair                                                                            |
| Palermo              | Aeropuerto de Palermo-Punta Raisi                       | Eurowings (estacional) / Ryanair                                                                            |
| Pisa                 | Aeropuerto de Pisa                                      | Eurowings (estacional)                                                                                      |
| Venecia              | Aeropuerto Internacional Marco Polo                     | Eurowings (estacional) / Ryanair (estacional)                                                               |
| Verona               | Aeropuerto de Verona-Villafranca                        | Eurowings (estacional)                                                                                      |
| Letonia              |                                                         | |
| Riga                 | Aeropuerto Internacional de Riga                        | Ryanair (estacional)                                                                                        |
| Lituania             |                                                         | |
| Kaunas               | Aeropuerto de Kaunas                                    | Ryanair |
| Malta                |                                                         | |
| La Valeta            | Aeropuerto Internacional de Malta                       | Eurowings (estacional)                                                                                      |
| Moldavia             |                                                         | |
| Chisináu             | Aeropuerto Internacional de Chisináu                    | Eurowings (estacional)                                                                                      |
| Portugal             |                                                         | |
| Faro                 | Aeropuerto de Faro                                      | Eurowings (estacional) / Ryanair                                                                            |
| Funchal              | Aeropuerto de Madeira                                   | Eurowings                                                                                                   |
| Lisboa               | Aeropuerto de Lisboa                                    | Eurowings / Ryanair                                                                                         |
| Oporto               | Aeropuerto de Oporto-Francisco Sá Carneiro              | Ryanair |
| Reino Unido          |                                                         | |
| Birmingham           | Aeropuerto Internacional de Birmingham-West Midlands    | Jet2.com (estacional)                                                                                       |
| Bristol              | Aeropuerto Internacional de Brístol                     | Ryanair |
| Edimburgo            | Aeropuerto de Edimburgo                                 | Eurowings (estacional)                                                                                      |
| Leeds                | Aeropuerto Internacional de Leeds Bradford              | Jet2.com (estacional)                                                                                       |
| Londres              | Aeropuerto de Londres-Heathrow                          | British Airways / Eurowings                                                                                 |
| Londres              | Aeropuerto de Londres-Stansted                          | Ryanair |
| Mánchester           | Aeropuerto de Mánchester                                | Jet2.com (estacional) / Ryanair                                                                             |
| Newcastle upon Tyne  | Aeropuerto de Newcastle upon Tyne                       | Jet2.com (estacional)                                                                                       |
| República Checa      |                                                         | |
| Praga                | Aeropuerto de Praga                                     | Eurowings (estacional)                                                                                      |
| Rumania              |                                                         | |
| Bucarest             | Aeropuerto Internacional de Bucarest-Henri Coandă       | Wizz Air (Inicia el 26 de octubre de 2025)                                                                  |
| Serbia               |                                                         | |
| Niš                  | Aeropuerto Constantino el Grande de Niš                 | Air Serbia                                                                                                  |
| Suecia               |                                                         | |
| Arvidsjaur           | Aeropuerto de Arvidsjaur                                | Eurowings (chárter estacional)                                                                              |
| Estocolmo            | Aeropuerto de Estocolmo-Arlanda                         | Eurowings (estacional) / Ryanair                                                                            |
| Suiza                |                                                         | |
| Zúrich               | Aeropuerto Internacional de Zúrich                      | Eurowings                                                                                                   |

## Estadísticas

InterCityExpress

Ver fuente y consulta Wikidata.